# Osztás

Az osztás a számtani alapműveletek egyike. A szorzás megfordítása. Ha {\displaystyle c\cdot b=a} és {\displaystyle b\neq 0,} akkor a-t b-vel osztva visszakapjuk c-t.
Jelben
a:b=c, vagy a/b=c, vagy {\displaystyle {\frac {a}{b}}.}
Például
{\displaystyle {\frac {6}{3}}=2.}
Ebben a kifejezésben a az osztandó, b az osztó, és c a hányados.
Az osztás
- nem kommutatív
- nem asszociatív
- jobbról disztributív az összeadásra és a kivonásra

Az osztás kétféleképpen is értelmezhető.
Az egyik szerint egy a elemű halmazban b egyforma csoportot képezünk. A csoportok mérete lesz a hányados. A másik felfogás szerint az a elemű halmazban b elemű csoportokat képezünk. A csoportok száma adja a hányadost.
Az egész számok körében az osztás nem mindig végezhető el. Ha elvégezhető, akkor az a egész osztható a b egésszel.
Ha az a egész nem osztható a b egésszel, akkor az egész számok körében maradék képződik; az osztás nem fejezhető be. A maradékos osztás, más néven bennfoglalás eredménye nemcsak a hányados, hanem a maradék is.
Az osztás befejezése végett vezetik be a törteket és a racionális számokat.

## Algoritmusok
Két egész szám a szorzótábla ismeretében papíron elosztható. Ha az osztandó nem osztható az osztóval, akkor a törtrész megadható közönséges törtként (a hányadost ekkor vegyes számként írjuk fel), vagy tetszőleges pontossággal tizedestörtként.
Ha az osztandó nem egész, akkor az osztás a kívánt pontosságig folytatható. Ha az osztó nem egész, akkor felszorzás után az eddigiek szerint járhatunk el.
A közönséges törttel való osztás helyettesíthető a tört reciprokával való szorzással.
A számítógépek gyorsabb algoritmusokkal osztanak.
Abakuszon kirakják az osztandót; a megfelelő helyi értéken kivonogatják az osztót, és számolják, hogy hányszor lehetett kivonni. Ez adja a hányados megfelelő jegyét.
Logarlécen a D skálán állítják be az osztandót, és a C skálán az osztót. A hányados a D skáláról olvasható le a C skála egyesével szemben. A nagyságrendet a logarléc használójának kell fejben tartania.
A moduláris aritmetikában egyes számoknak van multiplikatív inverzük a modulusra vonatkozóan. Ezekben az esetekben az osztás helyettesíthető az inverzzel való szorzással.

## Egész számok
Az egész számok halmaza nem zárt az osztásra. Eltekintve a nullával való osztás definiálatlanságától a hányados nem lesz egész, ha az osztandó nem többszöröse az osztónak. Például 26 nem osztható 10-zel. Ekkor négy megközelítés lehetséges:
- Azt mondjuk, hogy a 26/10 hányados nem létezik: 26 nem osztható 10-zel. Ekkor az osztást parciális függvényként értelmezzük.
- Maradékosan osztunk, így a 26/10 osztásban 2 a hányados, és 6 a maradék.
- Vesszük a maradékos osztásbeli hányadost, a maradékot pedig eldobjuk. Egyes programnyelvek figyelmeztetés nélkül így tesznek. Ilyen például a C programozási nyelv. Más programnyelvek, mint például a Matlab az egészeket osztás előtt valós számokká konvertálják, és így osztják el őket; az eredményt tizedestört alakban adják meg.
- A választ közönséges tört, áltört, vegyes szám vagy tizedestört alakban adjuk meg: {\displaystyle {\frac {26}{10}}={\frac {13}{5}}=2{\frac {3}{5}}=2,6.}

Az osztást többféleképpen jelölhetik a különböző programozási nyelvekben. Ezek a jelek lehetnek {\displaystyle div}, /, \, és %. A negatív nem egész hányadosokat a különböző programnyelvek különbözőképpen kezelik: vagy felső, vagy alsó egészrészt vesznek.
Különböző osztási szabályokkal lehet megállapítani, hogy egy egész szám osztható-e egy másikkal.

## Racionális számok
Két racionális szám hányadosa szintén racionális, ha az osztó nem nulla. A racionális számok osztása a reciprokkal való szorzásra vezethető vissza:
{\displaystyle {p/q \over r/s}={p \over q}\times {s \over r}={ps \over qr}.}
ahol csak {\displaystyle p} lehet nulla, és az összes szereplő mennyisgégről feltehető, hogy egész.

## Valós számok
A nemnulla valós számok szintén zártak az osztásra. Az a és b valós számok hányadosa c, a/b = c, akkor és csak akkor, ha a = cb és b ≠ 0.

## Osztás nullával
A nullával való osztás nincs értelmezve. Ez azért van, mert akárhányszor adogatunk össze nullákat, az összeg mindig nulla marad, és soha nem lesz pozitív vagy negatív. Ha számológépen vagy számítógéppel akarunk nullával osztani, akkor többnyire hibaüzenetet kapunk.

## Komplex számok
A komplex számok szintén zártak az osztásra. Ha az osztó nem nulla, akkor az osztás definíciója:
{\displaystyle {p+iq \over r+is}={pr+qs \over r^{2}+s^{2}}+i{qr-ps \over r^{2}+s^{2}},}
ahol p, q, r, s mindegyike valós, és r, s nem nulla.
Poláris alakban az osztás egyszerűbben néz ki:
{\displaystyle {pe^{iq} \over re^{is}}={p \over r}e^{i(q-s)},}
ahol p, q, r, s mindegyike valós, és r nem nulla.

## Polinomok
A polinomok körében is lehet osztást definiálni. A polinomok halmaza az egész számokhoz hasonlóan nem zárt az osztásra, ezért inkább a maradékos osztást használják.

## Mátrixok
A mátrixok körében a szorzás nem kommutatív, ezért kétféle osztást lehet definiálni. A bal osztás A \ B = A−1B, és a jobb osztás A / B = AB−1. A balról osztáshoz nem kell, hogy B invertálható legyen, de kell, hogy legyen A−1.
A legtöbb, számok osztására jellemző azonosság nem teljesül a mátrixok osztására. Így például A/(BC) általában nem egyenlő (A/B)/C -vel, és (AB)\C nem ugyanaz, mint A\(B\C), de A/(BC) = (A/C)/B és (AB)\C = B\(A\C).
Osztás helyett sokszor inverzzel való szorzást definiálnak. Az inverz hiányából eredő problémák miatt pszeudoinverzet is bevezetnek. Az A mátrix A+ pszeudoinverzét úgy definiálják, hogy:
- AA+A=A
- A+A'A+=A+
- AA+ és A+A szimmetrikus mátrix.

## Differenciálszámítás
Két függvény hányadosának deriváltja:
{\displaystyle {\left({\frac {f}{g}}\right)}'={\frac {f'g-fg'}{g^{2}}}.}
Két függvény hányadosának integrálásához viszont nincs általános szabály.

## Absztrakt algebra
Az absztrakt algebrákban, ahogy a mátrixalgebrákban és a kvaternióknál az {\displaystyle {a \over b}} osztást az inverzzel való szorzással definiálják. Az osztóról ehhez felteszik, hogy invertálható, azaz van {\displaystyle b^{-1}} multiplikatív inverze. Erre teljesül, hogy {\displaystyle bb^{-1}=b^{-1}b=1}, ahol 1 a szorzás egységeleme.
Integritási tartományokban, ahol nincsenek inverzek, az osztást az {\displaystyle ab=ac} vagy {\displaystyle ba=ca} egyenlőségek egyszerűsítésével végzik. Ez általánosabban is végezhető egyes gyűrűkben. Ha egy ilyen gyűrű véges, akkor a skatulyaelv szerint minden nem nulla eleme invertálható. Minden valósan normált osztásos algebra a valós számok, a komplex számok, a kvaterniók és az oktoniók egyikével izomorf. 